# 怪獣バスターズ
怪獣バスターズ（かいじゅうバスターズ）は、2009年12月3日にバンダイナムコゲームスから発売されたニンテンドーDS専用ソフトである。

## 概要
モンスターハンターシリーズのようなモンスター討伐アクションゲームを題材にした、ウルトラシリーズのゲーム最新作。
ウルトラシリーズに登場した様々な歴代怪獣の他、ゲームオリジナルの怪獣も多数登場する。
本作品では様々な武器で惑星を支配した怪獣に立ち向かうのが主な内容となっており、怪獣にゲームオリジナル武器の剣やドリルなどといった武器で立ち向かうこともあるが、テレビシリーズに登場した防衛チームが使用した射撃武器やコスチュームを使用することも可能である。
なお、劇場映画『大怪獣バトル ウルトラ銀河伝説 THE MOVIE』劇場特典で配布されたカードに記載されたパスワードを入力すると、映画の敵キャラクターであるウルトラマンベリアルが登場するミッションが出現する。

### 怪獣バスターズPOWERED
2011年1月20日には、本作品の続編『怪獣バスターズPOWERED』（かいじゅうバスターズパワード）が発売。新兵器としてパワードバギーが登場。前作でのユーザーの意見を元に、攻撃を受けた際に怪獣がリアクションをするなどシステムの改良も行っている。
『ウルトラマンゼロ THE MOVIE 超決戦!ベリアル銀河帝国』劇場入場者特典の大怪獣バトルRRカードに記載されたパスワードを入力すると、ウルティメイトフォースゼロのコスチュームが開発できるようになる。

## 登場キャラクター
- 主人公
- ヤガミ
- トニー
- カグラ
- レイナ
- ハカセ
- ミズキ
- ゴウ
- サカモト
- アヤノ
- シシダ
- アブドゥル
- マツナガ
- ナナセ
- ハル
- ブースカ
- ピグモン
- カネゴン
- ジャミラ
- ダダ
- ピット星人
- ペガッサ星人
- メトロン星人
- ペダン星人
- ガッツ星人

## 登場する怪獣
- 宇宙怪獣エレキング
- 古代怪獣ゴモラ
- 古代怪獣EXゴモラ
- 海獣ゲスラ
- 黄金怪獣ゴルドン
- 奇獣ガンQ
- 円盤生物ノーバ
- 磁力怪獣アントラー
- 戦車怪獣恐竜戦車
- 透明怪獣ネロンガ
- 四次元怪獣ブルトン
- 戦闘円盤ロボフォー
- 風船怪獣バルンガ
- 火山怪鳥バードン
- 宇宙ロボットキングジョー
- 宇宙忍者バルタン星人
- 用心棒怪獣ブラックキング
- 宇宙恐竜ゼットン
- ウルトラマンベリアル
- 超進化怪獣ギラ・ナーガ ※本作品のオリジナル怪獣
- 究極人工生命体ゼヴォス ※本作品のオリジナル怪獣

POWEREDより新登場
- 暴君怪獣タイラント
- 宇宙大怪獣ベムスター
- 古代怪獣キングザウルス三世
- 無双鉄神インペライザー
- にせウルトラマン
- メガトン怪獣スカイドン
- 怪獣酋長ジェロニモン
- メカロボット怪獣メカゴモラ
- 銀河皇帝カイザーベリアル
- 宇宙植物怪獣ソリチュラ
- 宇宙剣豪ザムシャー
- ニセウルトラマンメビウス
- V龍(ブイロン)
- ガンモナイドン（よゐこ濱口考案）

## 登場防衛チーム
- 科学特捜隊
- MAT
- TAC
- ZAT
- MAC
- UGM
- GUTS
- S-GUTS
- XIG
- EYES
- Nレイダー
- GUYS
- ZAP

## 関連作品
- 『TANK!TANK!TANK!』

バンダイナムコゲームスのアミューズメントゲーム。2010年12月7日から2011年5月31日までの期間限定モードとして『怪獣バスターズ POWEREDモード』がプレイ可能で、タイラントやカイザーベリアルと戦うことができる。